# 布格
布格（法語：Bougue，法語發音：[buɡ]）是法国朗德省的一个市镇，属于蒙德马桑区。

## 地理
布格（43°53'24"N, 0°23'33"W）面积21.96 平方千米，位于法国新阿基坦大区朗德省，该省份为法国西南部沿海省份，是法國本土面积第二大的省，北起吉倫特省，西临大西洋，南至大西洋比利牛斯省，东临热尔省，东北与洛特-加龍省接壤。
与布格接壤的市镇（或旧市镇、城区）包括：圣阿维、加耶尔、拉格洛里约斯、马兹罗勒、皮若-勒普朗、圣克里克新城。

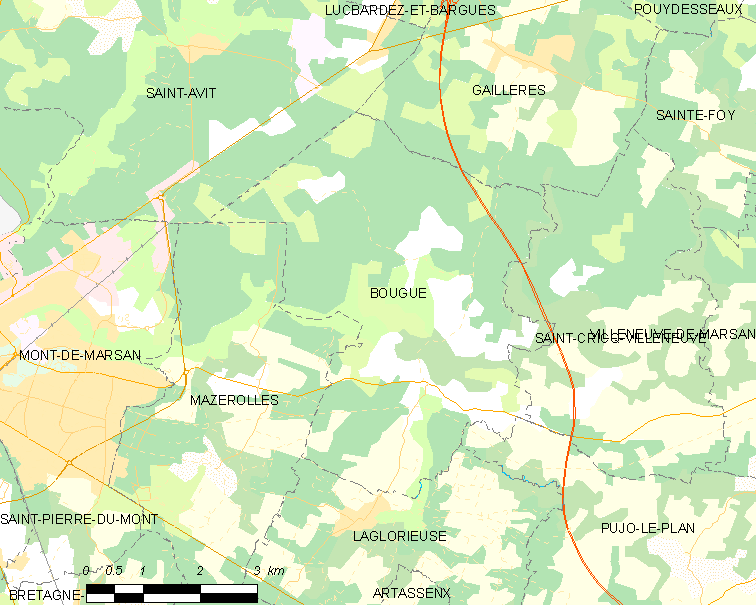
布格的OSM定位图

布格的时区为UTC+01:00、UTC+02:00（夏令时）。

## 行政
布格的邮政编码为40090，INSEE市镇编码为40051。

## 政治
布格所属的省级选区为蒙德马桑第二县。

## 人口

1962-2008年间布格人口变化图示

布格于2022年1月1日时的人口数量为847人。